# Rankstjärnarna (Tärna socken, Lappland, 728021-150286)
Rankstjärnarna är en sjö i Storumans kommun i Lappland och ingår i Umeälvens huvudavrinningsområde.